# Торт (фильм, 2014)
«Торт» (англ. Cake) — американский независимый кинофильм режиссёра Даниела Барнза. В главных ролях снялись Дженнифер Энистон, Адриана Барраса и Сэм Уортингтон. Премьера состоялась 8 сентября 2014 года в рамках Международного кинофестиваля в Торонто. В широкий американский прокат фильм вышел 23 января 2015 года.

## Сюжет
Клэр Беннетт (Дженнифер Энистон) испытывает синдром хронической боли, что не мешает ей оставаться весёлой и остроумной. Она посещает психологические курсы помощи, на одной из которых узнаёт о самоубийстве девушки из группы Нины (Анна Кендрик). Решив узнать, что случилось с отчаявшейся девушкой, Клэр старательно изучает её прошлое. Уже вскоре она начинает видеть Нину и даже с ней разговаривать, что позволяет узнать причины, толкнувшие на такой поступок.
Клэр приходится познакомиться с бывшим мужем Нины по имени Рой (Сэм Уортингтон) и их маленьким сынишкой. Знакомство может перерасти во что-то большее, но смогут ли они позволить себе это?

## В ролях
- Дженнифер Энистон — Клэр Беннетт
- Адриана Барраса — Сильвана
- Сэм Уортингтон — Рой Коллинз
- Анна Кендрик — Нина Коллинз
- Фелисити Хаффман — Аннетт
- Уильям Х. Мэйси — Леонард
- Крис Мессина — Джейсон Беннетт
- Бритт Робертсон — Беки
- Пола Кейл — Кэрол
- Люси Панч — сестра Гейл
- Мэми Гаммер — Бонни
- Эшли Кроу — Стефани
- Камилла Гуати — Тина

## Производство
10 февраля 2014 года было объявлено, что Дженнифер Энистон сыграет главную роль в фильме. Она также выступила исполнительным продюсером фильма вместе с Кристин Хан через их совместную компанию. Режиссёр Дэниел Барнз заявил, что является поклонником актрисы и рад сотрудничеству с ней и со всей съёмочной группой. 15 марта 2014 года мексиканская актриса Адриана Барраса сообщила о своём участии в фильме. Остальной актёрский состав был объявлен 1 апреля 2014 года.
Съёмочный процесс начался 3 апреля 2014 года в Лос-Анджелесе и закончился там же 6 мая. В период съёмок Энистон носила корсет на спине и не использовала косметику, а на её лицо был нанесён специальный протез, имитирующий шрамы. Актриса рассказывала, что «наслаждалась каждой минутой» фильма и «это было невероятно раскрепощающе», однако в то же время признавалась, что роль «была физически и эмоционально тяжёлой».

## Награды и номинации
- 2015 — приз «Золотой кубок» за лучший сценарий (Патрик Тобин) на Шанхайском кинофестивале.
- 2015 — номинация на премию «Золотой глобус» за лучшую женскую роль в драматическом фильме (Дженнифер Энистон).
- 2015 — номинация на премию Гильдии киноактёров США за лучшую женскую роль (Дженнифер Энистон).
- 2015 — номинация на премию Американского общества специалистов по кастингу за лучший кастинг для низкобюджетной драмы (Мэри Вернье, Линдси Грэм).